# Fanqie
Nella fonologia della lingua cinese, il fanqie (cinese: 反切; pinyin: fǎnqiè) è un metodo per indicare la pronuncia di un carattere usandone altri due come modello. Si tratta quindi di un sistema di notazione fonetica, che fu utilizzato dalla fine della dinastia Han (III secolo) fino all'epoca contemporanea. Il sistema si basa su un sottoinsieme ridotto di caratteri cinesi, utilizzato con valore puramente fonetico per rappresentare la lettura di tutti gli altri caratteri (che foneticamente corrispondono sempre a un'unica sillaba). Il fanqie fu il sistema utilizzato per secoli da lessicografi e commentatori cinesi per indicare la lettura corretta di caratteri difficili o poco comuni nei dizionari o nei commentari di testi classici. Nel XX secolo, tale sistema di rappresentazione fonetica cadde in disuso venendo sostituito da sistemi più precisi, come il gwoyeu romatzyh, il latinxua sin wenz, il bopomofo o l'hanyu pinyin, quest'ultimo attualmente il più diffuso e il sistema di romanizzazione ufficiale della Repubblica Popolare Cinese.

## Le origini
Il fatto che la scrittura cinese non sia in generale fonetica ha posto fin dall'antichità il problema di ideare modi di rappresentare la pronuncia dei caratteri. Così, ad esempio, in scritti antichi possono apparire termini o nomi propri poco comuni, nonché caratteri la cui lettura può variare secondo il contesto. Questo fa sì che nei testi classici accompagnati da annotazioni posteriori il commentatore debba frequentemente indicare al lettore la pronuncia corretta dei caratteri difficili. Nei testi più antichi questo si faceva semplicemente per allusione a caratteri omofoni più facili, metodo che, oltre alla sua evidente circolarità, richiederebbe la conoscenza del carattere usato come riferimento.
Questo metodo, chiamato du ruo (讀若, "leggi come"), fu usato prima della diffusione del fanqie in opere quali Erya (III secolo d.C.). L'introduzione del buddhismo in Cina intorno al I secolo portò in questo paese il sanscrito. La sua conoscenza fonetica potrebbe aver ispirato l'idea del fanqie. Quest'ultimo sorge probabilmente durante l'epoca della dinastia Han orientale (25-220 d.C.), anche se la prima testimonianza certa sul suo uso è posteriore e risale a Sun Yan (孫炎), un autore vissuto nello stato di Wei durante il periodo dei Tre Regni (220–280 d.C.), nell'Erya Yinyi (爾雅音義, "Suoni e significati di Erya").
Il nuovo sistema si presentò come un affinamento del du ruo, nel quale la sillaba si divideva in due parti: un componente iniziale e una rima o parte finale. Questa divisione della sillaba permetteva di sfruttare la combinazione per esprimere la notazione fonetica con un numero relativamente piccolo di caratteri. Nel fanqie originale, la pronuncia di un carattere è infatti rappresentata da altri due caratteri. L'attacco (consonante iniziale) è rappresentato da quello del primo dei due caratteri (上字 "parola superiore", poiché il cinese era scritto verticalmente); la parte finale (o  "rima", che comprende la semivocale mediana e la coda) e il tono sono rappresentati da quelli del secondo dei due caratteri (下字, "parola inferiore"). In seguito, la rappresentazione del tono cambiò.
Il nome fanqie è la giustapposizione dei caratteri fǎn (反; "invertire", "opposto") e qiè (切, "tagliare"). Questi due termini si utilizzavano in maniera intercambiabile come aggiunta alla coppia di caratteri che segnano la pronuncia, delimitando così la rappresentazione fonetica. L'origine di questo uso non è chiara, però il fatto che questi due caratteri si utilizzassero con questa funzione di delimitatori della trascrizione fece sì che la combinazione dei due morfemi finisse per dare il nome al sistema di notazione fonetica.
Il sistema divenne popolare nei dizionari di rime che raccoglievano la pronuncia dei caratteri, in modo particolare nello storico Qieyun (切韻, "Rime taglienti"), completato da Lu Fayan nel 601 sotto la dinastia Sui e che sarebbe diventato durante vari secoli l'opera principale di riferimento per la lettura corretta dei caratteri nella lingua colta. La pronuncia dei caratteri espressa in forma fanqie sarebbe stata riprodotta in molte riedizioni e ampliamenti del Qieyun, come il famoso Guangyun del 1008.

## Forma moderna
Come già detto, per rappresentare la pronuncia di un carattere cinese secondo il metodo fanqie si scrivono due caratteri che indicano, rispettivamente, il suono iniziale (attacco) e la parte finale (rima), seguiti da uno qualsiasi dei die caratteri fǎn o qiè. Un problema importante è quello del tono, che nel cinese medio era rappresentato dal carattere della rima. Tuttavia, a causa dei cambiamenti nei suoni occorsi da allora, oggi si usa una regola più complicata:
1. la classificazione yin-yang (陰陽), che dipende se l'iniziale del carattere di attacco è o no sonora.
2. La classificazione ping-shang-qu-ru (平上去入), che è conservata dal cinese medio, è determinata dal tono del carattere della rima.

Quindi
(Attacco & Tono-1) + (Rima & Tono-2) = (Pronuncia del carattere)
Così, prendendo un esempio dal Qieyun, la lettura del carattere 東 (la cui pronuncia in mandarino moderno si rappresenta come dōng nel sistema attuale pinyin) è rappresentata da 德紅反 (dé - hóng - fǎn). Il terzo carattere 切 ha una funzione di "marcatore", in quanto indica che questa è un'ortografia fanqie, mentre i primi due caratteri indicano reispettivamente l'attacco e la rima. Quindi la pronuncia 東 è data dall'attacco [t] di 德 [tək] con la rima [uŋ] di 紅 [ɣuŋ], producendo [tuŋ]. Inoltre, 德 has un tono yin ru (陰入) e 紅 ha un tono yang ping (陽平). Perciò, il tono di 東 è yin ping (陰平). (Tuttavia, il mandarino moderno ha perso i toni ru, così 德 ora ha un tono yang ping. Vedi appresso.) Nonostante i molti secoli trascorsi, nella trascrizione attuale del mandarino si può vedere che la consonante iniziale di 東 coincide con quella del carattere 德, mentre la sua vocale e consonante finale coincide con quella di 紅. L'equivalenza sarebbe stata maggiore nel cinese parlato più di un millennio fa e, di fatto, le trascrizioni fanqie del Qieyun furono uno degli strumenti più utili nella ricostruzione della fonologia del cinese medio che si parlò nel passato e che fu oggetto d'indagine nel lavoro pionieristico del sinologo svedese Bernhard Karlgren.
Gari Ledyard ha fornito questo esempio dimostrativo di come un equivalente del fanqie potrebbe essere reso in inglese:
Per mostrare la pronuncia di un carattere sconosciuto, si "taglia" la consonante iniziale da un secondo carattere e la rima da un terzo, e li si combina per mostrare la lettura del primo. Per usare un esempio inglese, si potrebbe indicare la pronuncia della parola sough "tagliando" sun e now (= sow), o "tagliando" sun e cuff (= suff) per mostrare la pronuncia alternativa. Questo metodo era un po' circolare, in quanto richiedeva la conoscenza delle pronunce dei caratteri che era "tagliati", ma si rivelò un sistema praticabile e durò fino al XX secolo avanzato.

## Cambiamento linguistico
In seguito allo sviluppo della lingua cinese nell'arco dell'ultimo millennio e mezzo, le ortografie fanqie non sono sempre accurate per le cinese del cinese moderno; ad esempio, come già ricordato, la pronuncia moderna di 德 è in un tono yang. Tuttavia, la corrispondenza dell'ortografia fanqie è ancora piuttosto accurata per le varianti parlate come il cantonese e l'hakka, che hanno presevato molti elementi del cinese antico e del cinese medio.